# Coracina lineata
El oruguero lineado (Coracina lineata) es una especie de ave paseriforme de la familia Campephagidae que vive en Oceanía.

## Descripción
El oruguero lineado mide alrededor de 23 cm de largo. Los machos tienen el plumaje de todo su cuerpo de color gris oscuro uniforme, salvo un listado difuso bajo la cola, mientras que las hembras tienen grises las partes superiores, la cabeza y el pecho, y el resto de partes inferiores son blancas con un denso listado negro. Ambos tienen el lorum negro y el iris de sus ojos amarillo. Su pico es negruzco, corto y puntiagudo.

## Distribución y hábitat
Se encuentra en Nueva Guinea, las islas Bismarck, las islas Salomón y las costas del este de Australia.
Su hábitat preferido son los bosques de los montes entre los 600 y los 1500 m s. n. m., aunque aparece en cualquier tipo de bosque de la zona desde el nivel del mar.